# Jozef Filús
Jozef Filus (8. srpna 1923, Žiar nad Hronom – 29. března 1999, Belo Horizonte, Brazílie) byl slovenský misionář v Brazílii.

## Životopis
Gymnázium a později filozofii studoval v Nitře. V roce 1951 ilegálně emigroval přes Rakousko do Německa, kde v St. Augustinu zakončil teologické studia. V roce 1952 byl vysvěcen na kněze a následujícího roku odešel jako misionář do města Bello Horizonte v Brazílii. Páter Jozef Filus působil v této zemi celých 46 let. Zde se učil portugalsky, dějiny a kulturu země. Později působil ve městech Tres Rios a Rio de Janeiro, Santa Casa, Juiz Fora, Vale Jequitiuhonha a Gama. Ještě i ve svých 75 letech působil ve velké nemocnici v Bello Horizonte. V tomto městě je i pohřben.